# Nel negozio di cappelli
Nel negozio di capelli è un dipinto a pastello (100x111 cm) realizzato nel 1885 circa dal pittore francese Edgar Degas. È conservato nel The Art Institute di Chicago.
In questa opera è rappresentata una giovane donna che esamina un capello, tenendolo fra le mani. I tratti del contorno delle figure non sono bene definiti a causa dell'uso di pastelli a cera.